# Brhlovce
Brhlovce es un municipio del distrito de Levice en la región de Nitra, Eslovaquia, con una población estimada a final del año 2024 de 292 habitantes.
Se encuentra ubicado al este de la región, cerca de los ríos Ipoly y Hron (ambos, afluentes izquierdos del Danubio) y de la frontera con la región de Banská Bystrica.

## Demografía
| Año        | 1994 | 2004    | 2014    | 2024    |
| ---------- | ---- | ------- | ------- | ------- |
| Población  | 360  | 329     | 305     | 292     |
| Diferencia |      | −8,61 % | −7,29 % | −4,26 % |

| Año        | 2023 | 2024    |
| ---------- | ---- | ------- |
| Población  | 289  | 292     |
| Diferencia |      | +1,03 % |